# Нидзё (род)
Нидзё (яп. 二条家 Нидзе-ке) — японская аристократическая семья, одна из ветвей клана Фудзивира.

## История
Род Нидзё был основан Нидзё Ёсидзанэ (1216—1270), одним из сыновей регента Кудзё Митииэ (1193—1252). Кугэ Нидзё Ёсидзанэ дважды занимал пост кампаку (1242—1246, 1261—1265).
Род Нидзё был одним из пяти линий клана Фудзивара, который занимал наследственные должности сэссё и кампаку.

## Представители рода
- Нидзё Ёсидзанэ (1216—1270)[3]
- Нидзё Моротада (1254—1341), кампаку (1287—1289), сын предыдущего[5]
- Нидзё Канэмото (1268—1334), сэссё (1298), кампаку (1300—1305), младший брат предыдущего
- Нидзё Митихира (1288—1335), кампаку (1316—1318, 1327—1330), сын предыдущего
- Нидзё Ёсимото (1320—1388), кампаку (1346—1347, 1363—1367, 1388), сын предыдущего
- Нидзё Мороцугу (1356—1400), кампаку (1379—1382, 1388—1394, 1398—1399), сын предыдущего
- Нидзё Муцумото (1383—1410), кампаку (1409—1410), сын предыдущего
- Нидзё Мотонори (1390—1445), кампаку (1424—1428, 1433—1445), сэссё (1428—1432, 1432—1433), младший брат предыдущего
- Нидзё Мотимити (1416—1493), кампаку (1453—1454, 1455—1458, 1463—1467), сын предыдущего
- Нидзё Масацугу (1443—1480), кампаку (1470—1476), сын предыдущего
- Нидзё Хисамото (1471—1497), кампаку (1497), сын предыдущего
- Нидзё Тадафуса (1496—1551), кампаку (1518—1525, 1534—1536), сын предыдущего
- Нидзё Харуёси (1526—1579), кампаку (1548—1553, 1568—1578), сын предыдущего
- Нидзё Акидзанэ (1556—1619), кампаку (1585, 1615—1619), сын предыдущего.